# Palpomyia obscurella
Palpomyia obscurella är en tvåvingeart som beskrevs av Jean Clastrier 1962.
Palpomyia obscurella ingår i släktet Palpomyia och familjen svidknott. Inga underarter finns listade i Catalogue of Life.